# Polski Związek Kulturalno-Oświatowy

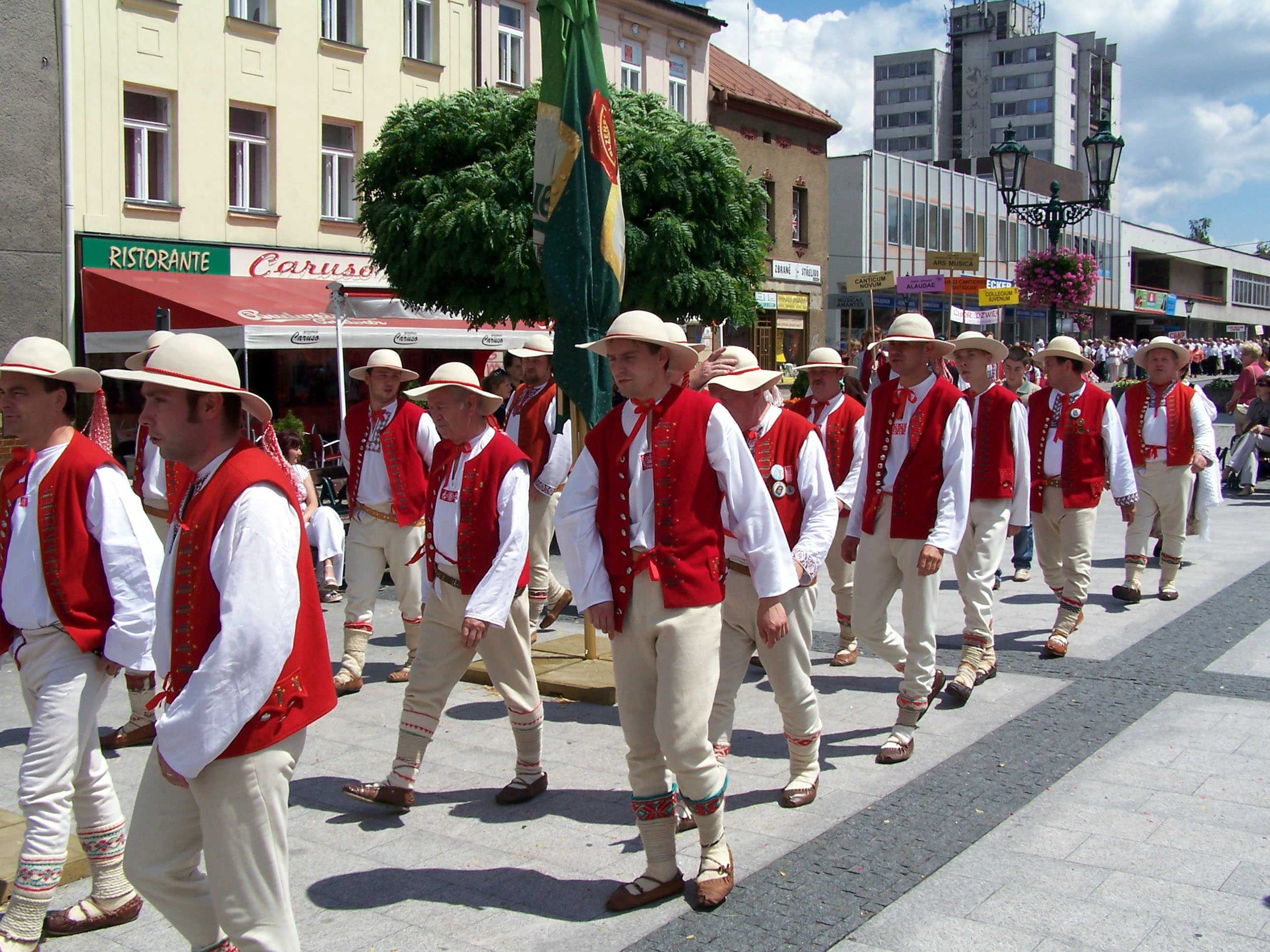
Męski chór Gorol z Jabłonkowa podczas Jubileuszowego Festiwalu PZKO w 2007 w Karwinie

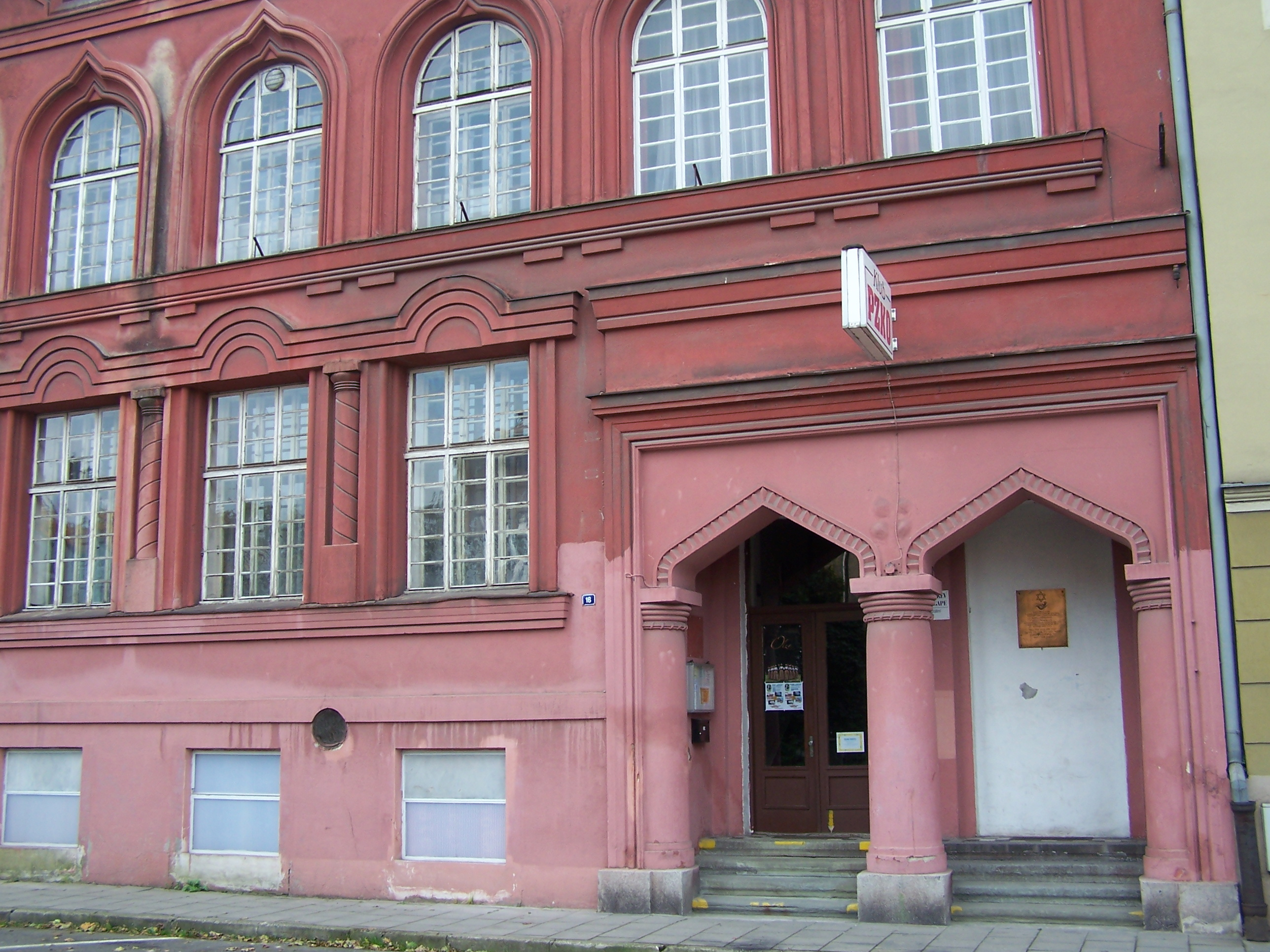
Budynek PZKO w Czeskim Cieszynie, wcześniej znajdowała się tu jedyna przetrwała w mieście synagoga

Polski Związek Kulturalno-Oświatowy (cz. Polský kulturně-osvětový svaz, w skrócie PZKO) – organizacja społeczna w Czechach mająca na celu razem z Kongresem Polaków reprezentować mniejszość polską w państwie czeskim. Jest to największa pod względem liczby członków (obecnie 12 300) polska organizacja w Czechach, choć liczba ta systematycznie się zmniejsza wraz z kurczącą się mniejszością polską.

## Historia
Przed II wojną światową na miejscu funkcjonowało wiele polskich organizacji, kiedy jednak w 1947 zakładano PZKO, powstanie innych było niemożliwe. Była to więc w okresie komunizmu jedyna organizacja reprezentująca mniejszość polską, do tego pod silnym wpływem Komunistycznej Partii Czechosłowacji. PZKO zyskało pozycję monopolistyczną i stało się odpowiedzialne za wszelką działalność Polaków, którzy nie mogli zrzeszać się w innych zakazanych organizacjach. W miarę upływu czasu PZKO jeszcze silniej ulegało wpływom Partii, będąc przez władze w latach 50. XX wieku wcielonym do Frontu Narodowego Czechów i Słowaków. W latach 60. do głosu dochodzili reformiści, ale po Praskiej Wiośnie w 1968 przeprowadzono czystki i pozwalniano ich ze stanowisk. Ówczesny prezes PZKO, Ernest Sembol również został zwolniony. Zaczęła się tak zwana era normalizacji, a PZKO pogrążyła się w sidłach komunistów. Po aksamitnej rewolucji w 1990, PZKO oczyściła osoby dyskryminowane po 1968, włącznie z najbardziej znaczącymi postaciami jak: Jan Rusnok, Henryk Jasiczek, Wiesław Adam Berger, Tadeusz Siwek i Ernest Sembol.

## Działalność
Celem PZKO jest promocja i patronat możliwie nad wszelką kulturalną i edukacyjną aktywnością polskiej mniejszości. PZKO organizuje i wspiera kluby sportowe (kobiet, seniorów, juniorów), publikacje, koncerty, wycieczki, bale, grupy folklorystyczne i muzyczne, chóry, grupy artystyczne, wystawy, różne imprezy sportowe czy społeczne itd. Największą i najbardziej znaną imprezą pod patronatem PZKO jest coroczne Gorolskie Święto w Jabłonkowie, wśród innych największym wydarzeniem jest Festiwal PZKO. Organizacja ściśle współpracuje z polskimi szkołami na Zaolziu i ze Sceną Polską w Teatrze Cieszyńskim w Czeskim Cieszynie.
Za swoją działalność PZKO zostało uhonorowane kilkoma nagrodami, m.in. Nagrodą im. Wojciecha Korfantego nadaną w 2001 przez Związek Górnośląski za osiągnięcia i zasługi w pielęgnacji polskości na Śląsku, natomiast w 2006 – Nagrodą im. ks. Leopolda Jana Szersznika.
PZKO składa się z Miejscowych Kół, które obecne są w prawie wszystkich gminach i wsiach na Zaolziu. Większość tych placówek posiada własne budynki, tzw. Domy PZKO (lub Domy Polskie PZKO), które służą jako miejsce spotkań i różnych wydarzeń, np. kulturalnych.
Obecnym prezesem PZKO jest Helena Legowicz. Zarząd Główny mieści się w Czeskim Cieszynie, na ulicy Strzelniczej 28. W tym samym miejscu ma swoją redakcję oficjalny organ prasowy Związku – miesięcznik „Zwrot”, który jest wydawany od grudnia 1949 roku.

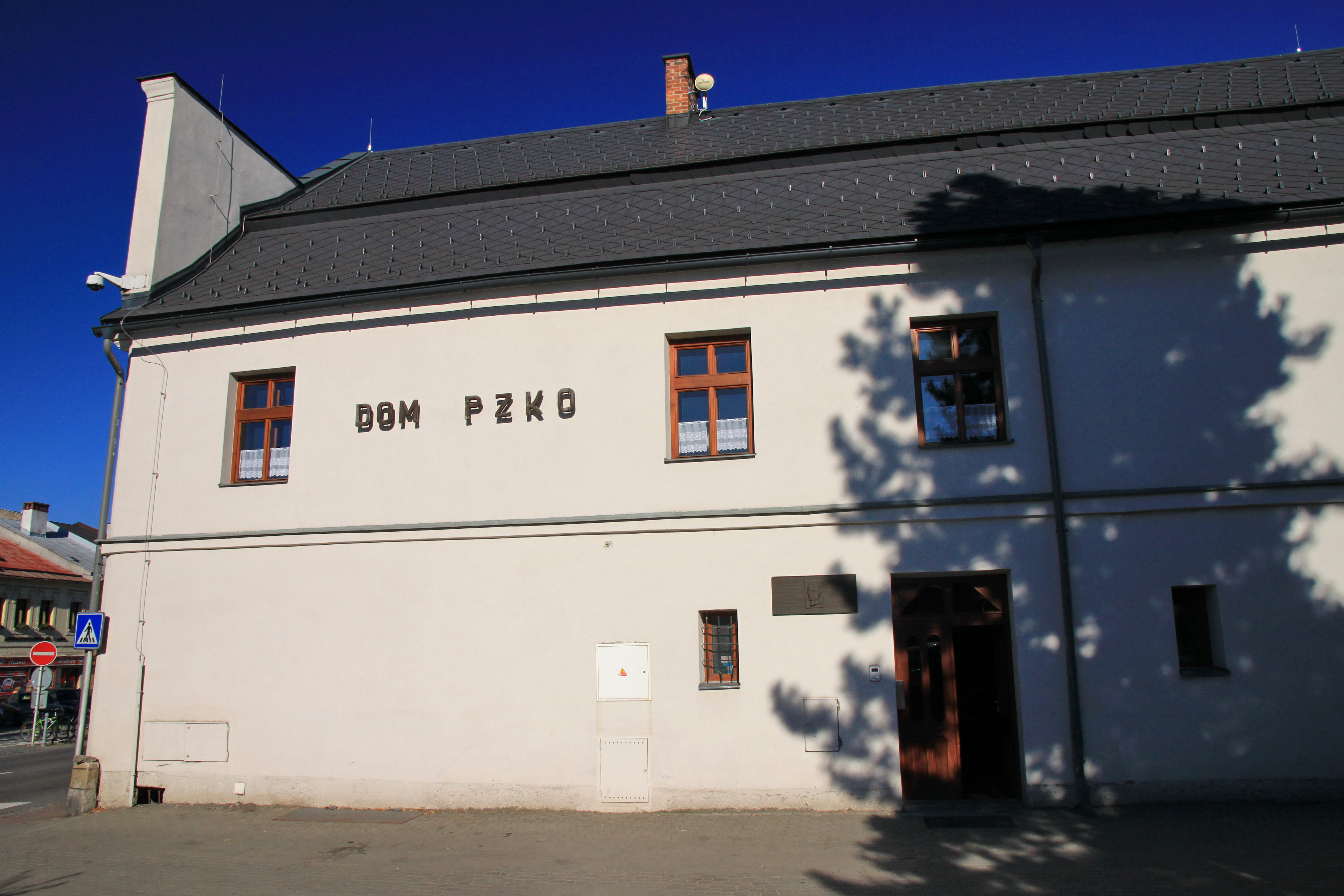
Dom PZKO w Jabłonkowie
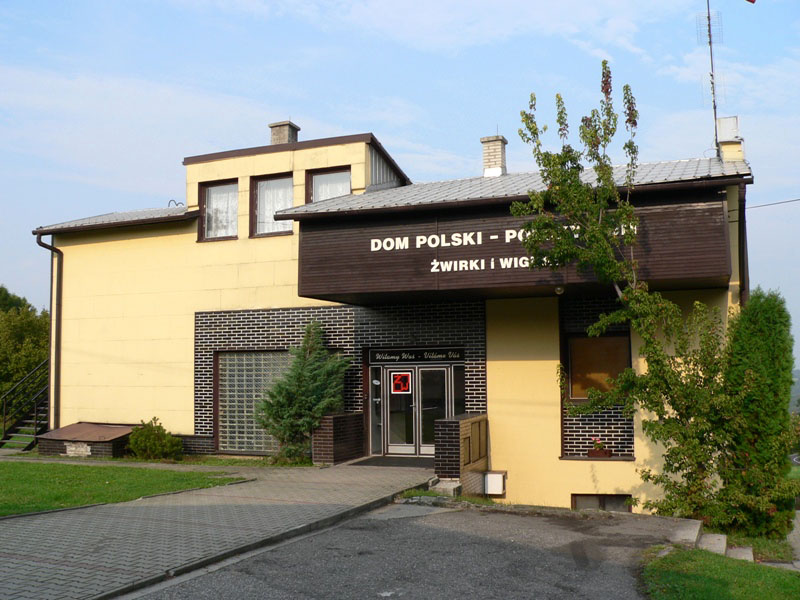
Dom Polski Żwirki i Wigury w Cierlicku
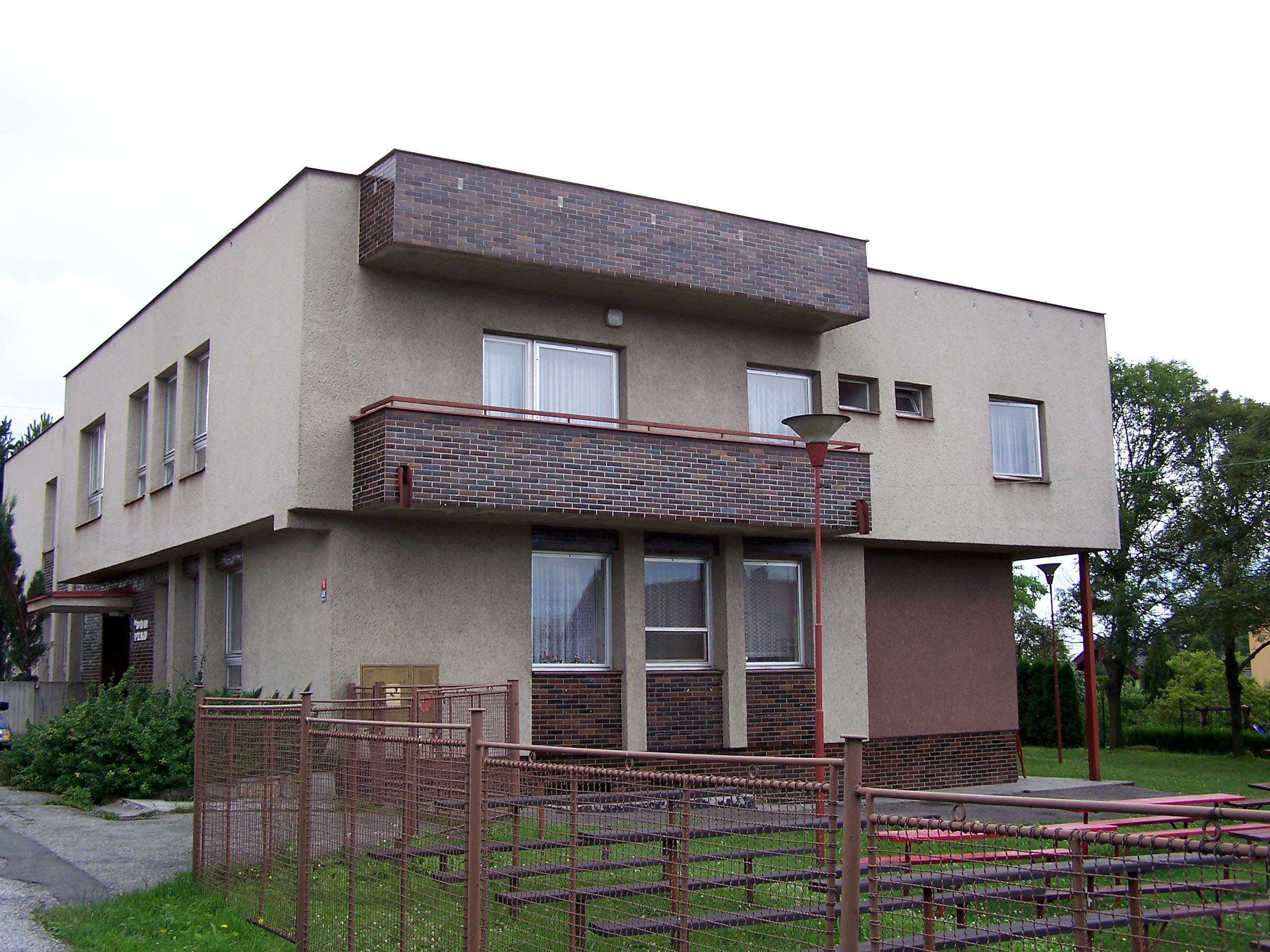
Dom PZKO w Błędowicach Dolnych
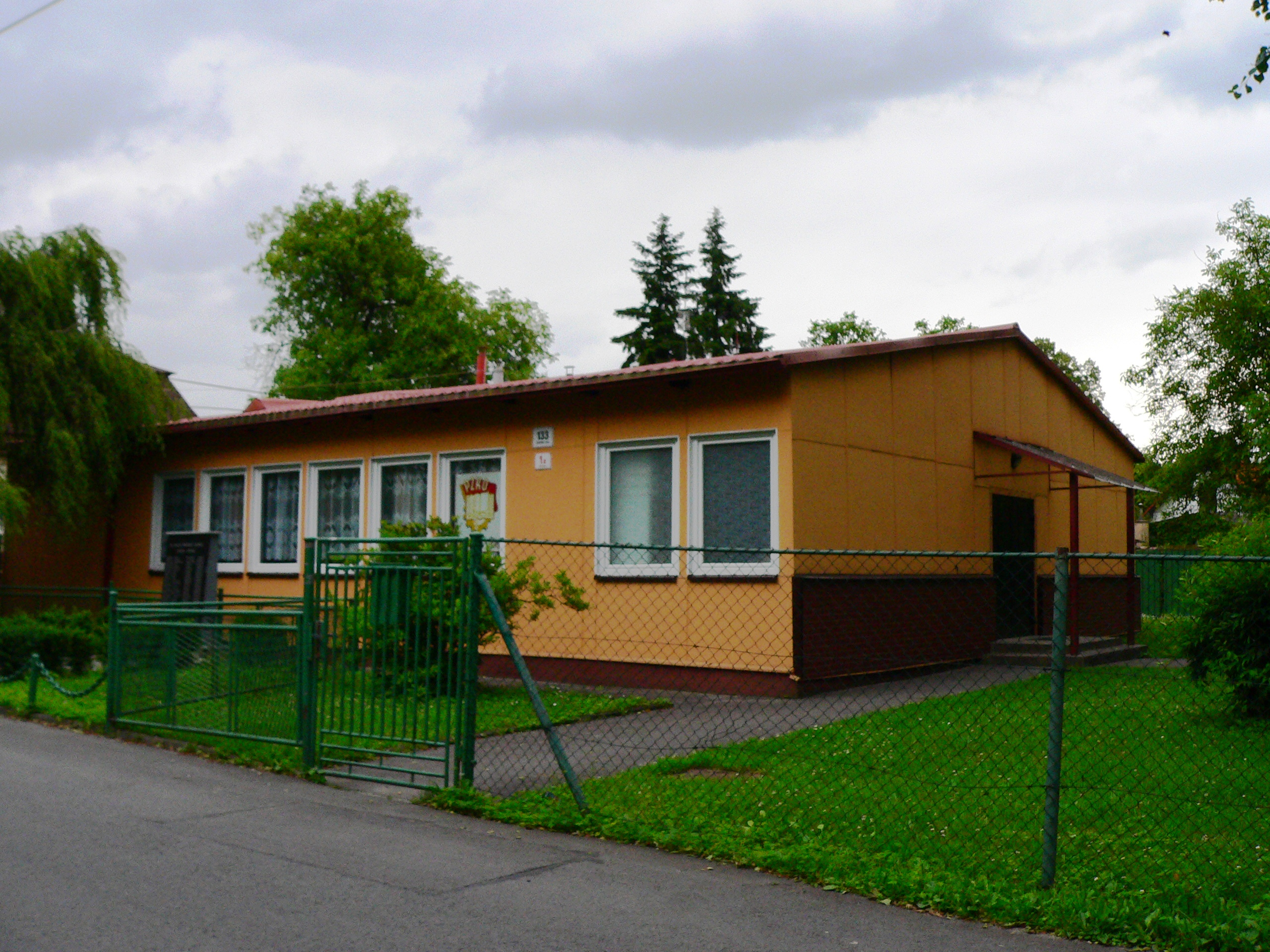
Dom PZKO w Karwinie-Raju
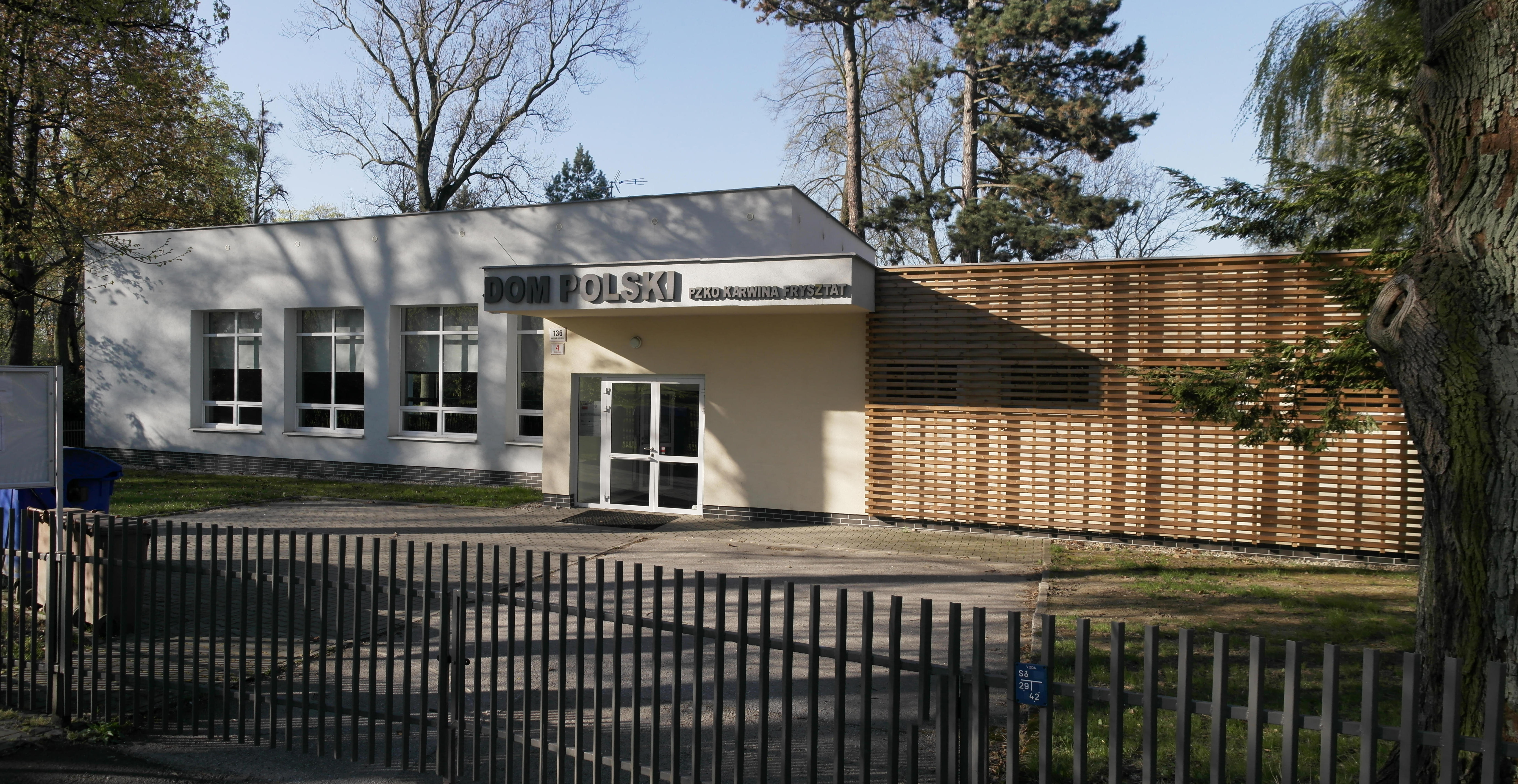
Dom Polski w Karwinie Frysztacie
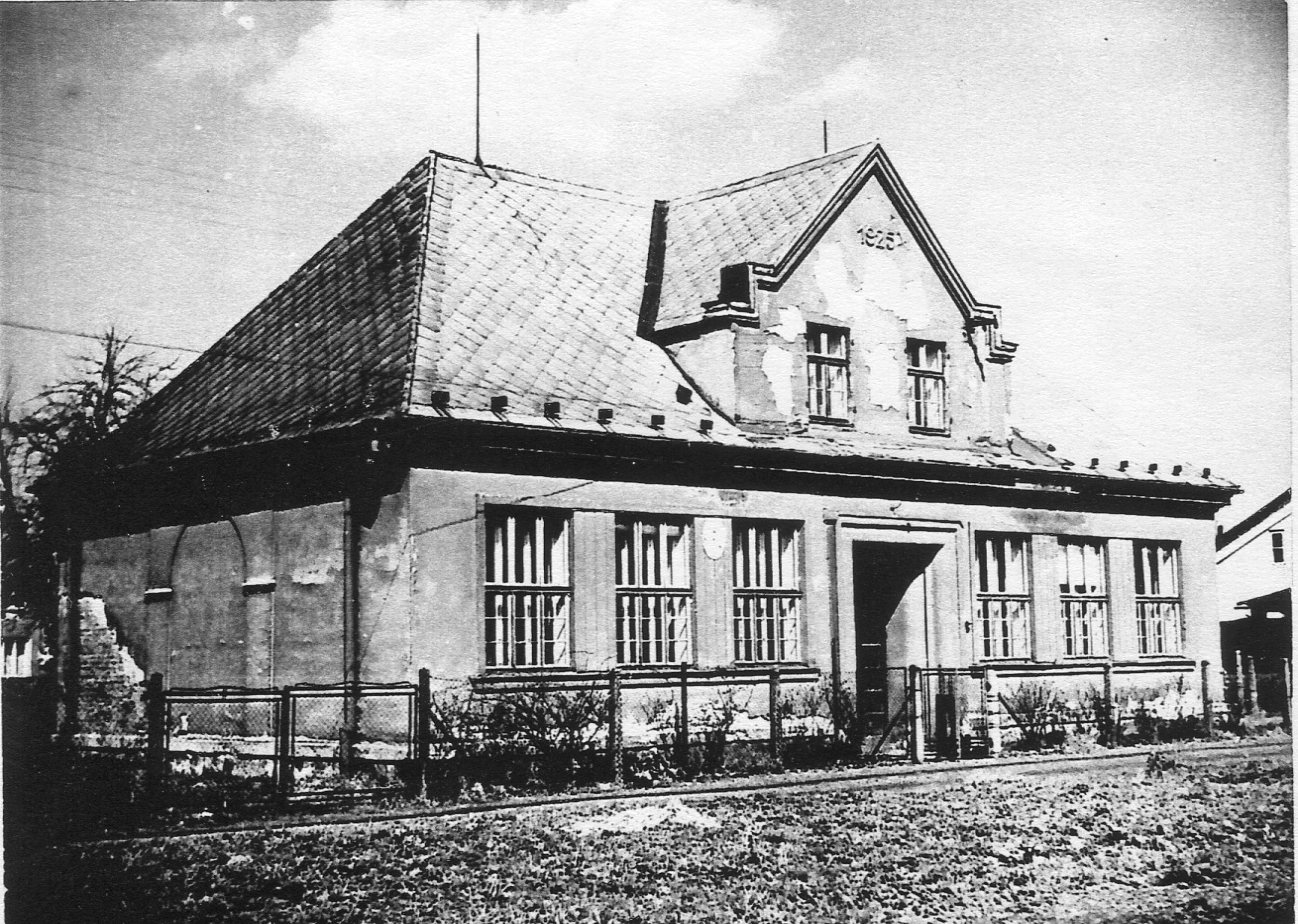
Dom PZKO Karwina-Sowiniec

## Statystyki
| Rok  | Miejscowe koła | Członkowie |
| ---- | -------------- | ---------- |
| 1947 | 79             | 7296       |
| 1949 | 79             | 11 214     |
| 1952 | 80             | 13 046     |
| 1955 | –              | 16 170     |
| 1960 | 92             | 17 780     |
| 1965 | 92             | 19 994     |
| 1967 | 92             | 20 656     |
| 1970 | 92             | 20 858     |
| 1975 | 94             | 23 449     |
| 1980 | 94             | 24 237     |
| 1985 | 95             | 23 701     |
| 1988 | 95             | 23 171     |
| 1990 | 95             | 23 070     |
| 1993 | 93             | 20 825     |
| 1995 | 92             | 20 200     |
| 1996 | 91             | 19 573     |
| 2007 | 84             | 12 300     |

## Prezesi
- Jan Pribula (1950–1951)
- Józef Kula (1951–1953)
- Karol Mrózek (1953–1955)
- Józef Mrózek (1955–1957)
- Adolf Kubeczka (1957–1959)
- Bogumił Goj (1959–1962)
- Eugeniusz Suchanek (1962–1968)
- Ernest Sembol (1968–1970)
- Jan Pribula (1970–1971)
- Eugeniusz Suchanek (1971–1975)
- Stanisław Kondziołka (1975–1987)
- Roman Suchanek (1987–1990)
- Władysław Młynek (1990–1993)
- Jerzy Czap (1993–1999)
- Zygmunt Stopa (1999–2009)
- Jan Ryłko (2009–2017)
- Helena Legowicz (2017)

## Odznaczenia
- Odznaka Honorowa za Zasługi dla Polonii i Polaków za Granicą (2023)[8]